# NGC 4659
NGC 4659 is een spiraalvormig sterrenstelsel in het sterrenbeeld Hoofdhaar. Het hemelobject werd op 12 april 1784 ontdekt door de Duits-Britse astronoom William Herschel.

## Synoniemen
- UGC 7915
- MCG 2-33-7
- ZWG 71.24
- VCC 1999
- PGC 42913